# 496年
| 千纪： | 1千纪                                                                                           |
| 世纪： | 4世纪 \| 5世纪 \| 6世纪                                                                         |
| 年代： | 460年代 \| 470年代 \| 480年代 \| 490年代 \| 500年代 \| 510年代 \| 520年代                       |
| 年份： | 491年 \| 492年 \| 493年 \| 494年 \| 495年 \| 496年 \| 497年 \| 498年 \| 499年 \| 500年 \| 501年 |
| 纪年： | 丙子年（鼠年）；北魏太和二十年；柔然太安五年；南朝齐建武三年                                    |

## 大事记
- 北魏孝文帝詔令鮮卑八大貴族全部改為漢姓，並將皇族姓氏拓跋改為元姓。
- 克洛維一世戰勝了由萊茵河入侵高盧的阿勒曼人，並於班師回朝後不久的聖誕節，率三千精兵於蘭斯受洗，皈依羅馬公教，放棄亞流教派。